# Tecla de atalho

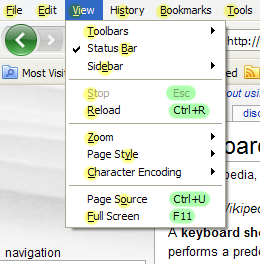
Teclas de atalho do Mozilla Firefox em verde.

Uma tecla de atalho (ou atalho de teclado) é uma tecla ou um conjunto de teclas de teclado que ao serem pressionadas, é realizada uma ação que pode ser a chamada de um determinado programa ou chamada de uma função de um programa ou do sistema operacional. A mesma ação geralmente pode ser executada de outra forma, como por um botão, um clique do mouse, ou por uma barra de menu, mas a redução de esforço e tempo proporcionada ao usuário no acesso a este recurso é o que o fez ficar conhecido por este nome.
O uso deste recurso no computador, além de proporcionar maior produtividade, facilita o acesso e manuseio de programas por parte de usuários portadores de necessidades especiais. Daí porque as teclas de atalho serem um dos pontos mencionados em recomendações e normas de acessibilidade no uso de computadores.
Na maioria das interfaces gráficas, as teclas de atalho são indicadas ao lado de cada opção de menu ou no próprio texto da opção. Nesta última hipótese, a tecla de atalho é indicada por uma letra sublinhada do texto da opção do menu, indicando que a tecla de atalho é formada pela tecla Alt seguida da tecla associada à letra sublinhada.

## Teclas Modificadoras
As teclas modificadoras são as que devem ser pressionadas em conjunto com outra tecla para formar uma tecla de atalho. Normalmente sozinhas elas não executam nenhuma ação. Um bom exemplo são as teclas Shift, Ctrl ou Alt, presentes em boa parte dos computadores atuais.
Para teclas de atalho formadas por um conjunto de mais de uma tecla, a sua chamada se faz geralmente com o usuário pressionando primeiro uma ou mais teclas modificadoras simultaneamente, e com esta(s) pressionada(s), pressiona-se uma outra tecla, liberando todas em seguida.

## Teclas Mortas
As teclas mortas, também conhecidas como "dead keys", são teclas de um teclado que, quando pressionadas, não produzem nenhum caractere sozinhas, mas modificam o caractere da próxima tecla pressionada, sendo normalmente utilizadas para anexar um diacrítico específico a uma letra base. 
Assim, não é necessária uma tecla dedicada para cada combinação possível de um diacrítico e uma letra, mas apenas uma tecla morta para cada diacrítico é necessária, além das teclas normais das letras básicas. Alguns exemplos são os caracteres de acento  til (~), circunflexo (^), grave (`) ou agudo (') ou ainda o trema.
Normalmente, o próprio diacrítico pode ser gerado como um caractere isolado pressionando a tecla morta seguida de espaço; então um acento grave simples pode ser digitado pressionando-se ` seguido de espaço.

## Notação
As teclas de atalho mais simples consistem de somente uma tecla. Para esses casos, geralmente escreve-se somente o nome da tecla, como em uma mensagem "Aperte F1 para Ajuda". O nome da tecla pode ser envolvido em símbolos, como [F1] ou <F1>.
Várias teclas de atalho envolvem uma ou mais teclas modificadoras. Para esses casos, a notação é listas os nomes das teclas separados pelo símbolo de adição ou por hífen. Por exemplo: Ctrl+C ou Ctrl-C. A tecla Ctrl é por vezes indicada através do acento circunflexo, sendo que Ctrl-C pode ser escrito como ^C.
Algumas teclas de atalho requerem que as teclas sejam pressionadas individualmente, em sequência. Para esses casos, a notação é escrever os nomes das teclas entre vírgula ou ponto-e-vírgula. Por exemplo Alt+F, S" ou "Alt+F; S" significa pressionar Alt e F em conjunto, soltar e então pressionar S.

## Tecla de acesso
Em um navegador, uma tecla de acesso é uma tecla de atalho que permite ao usuário acesso a uma parte específica de uma página web. O conceito foi introduzido em 1999 e rapidamente obteve suporte em diversos produtos.
Na maioria dos navegadores, a tecla de acesso é formada pela tecla modificadora Alt (no PC) ou Ctrl (no Mac) pressionada em conjunto com o caractere apropriado do teclado, definido pela página web. No Opera, utiliza-se Shift+Esc seguido do caractere apropriado. No Mozilla Firefox 2.0 a combinação mudou para Alt+Shift.
Enquanto no Mozilla e no Firefox a hiperligação é acessada imediatamente após o uso da tecla de acesso, o Internet Explorer somente foca a hiperligação, requerendo o pressionamento de Enter para ativar a hiperligação.

### Programação
Teclas de acesso são especificadas em HTML através do atributo accesskey. O valor do atributo corresponde ao caractere que o usuário deve pressionar após a tecla modificadora. Por exemplo:
```
<
a
 
href
=
"index.html"
 
accesskey
=
"h"
>
Início
</
a
>

```

O código acima fará com que o usuário, ao pressionar Alt+Shift+h (no Firefox), seja acessada a página index.html.